# Kærsanger
Kærsanger (Acrocephalus palustris) er en 12,5 cm stor spurvefugl, der er udbredt i store dele af Europa samt mod øst til Iran i Asien. Den lever i høj og tæt urtevegetation, ofte i fugtige områder nær søer. Det er en ret almindelig ynglefugl i Danmark. Arten ligner rørsanger meget og kendes bedst på sin sang, der er iblandet mange imitationer af andre fugle. Kærsangeren lever af insekter og edderkopper og er som andre sangere en trækfugl, der overvintrer i Afrika.

## Udseende
Kærsangeren er en lille spurvefugl med tyndt, spidst næb. Oversiden er brunlig, ofte med et grønligt anstrøg. Undersiden er hvidgul. Benene er lyse. Den ligner meget rørsanger, der dog altid er uden grønlig overside har lidt mørkere underside og ofte mørkere ben. Også buskrørsanger ligner meget kærsanger, men den forekommer meget sjældent i Danmark. De tre arter adskilles bedst på deres sang.

## Stemme
Sangen er lang og næsten uendelig. Den består af imitationer af andre fugle. Der er i alt konstateret efterligninger af omkring 200 afrikanske fuglearters sang og kald. Sangen kan minde om buskrørsangers, men denne synger langsommere og kraftigere. Buskrørsanger har desuden flere selvstændige motiver i sin sang, men er i øvrigt lige så dygtig til at imitere andre fuglestemmer som kærsanger.

## Levested og udbredelse
Kærsanger holder i Danmark til i høj og tæt urtevegetation, oftest brændenælder. Det er som regel i fugtige områder ved enge, kær og omkring søer.
I Danmark er kærsangeren ret almindelig, bortset fra i dele af Nord- og Vestjylland. Arten er tæt på sin nord- og vestgrænse i Danmark og findes kun sjældent i Norge, mens den yngler i de sydligere dele af Sverige og Finland. Den findes kun i det østligste England. Mod syd i Europa når den Grækenland, men mangler i Spanien og Portugal og i store dele af Frankrig. Mod øst findes den i Rusland helt til Ural, og i Asien til Iran.

## Yngleforhold
Kærsangeren ankommer sent fra sit vinterkvarter i Afrika, ofte først mellem 20. og 25. maj. Reden bygges ophængt i vegetationen f.eks. mellem brændenældens stængler og består især af græs. De 4-5 æg lægges fra begyndelsen af juni og udruges af begge mager i 12-13 dage. Ungerne flyver af reden efter 10-12 dage. Forældrefuglene er de første til at forlade landet og lidt senere følger ungfuglene efter. De fleste fugle er trukket væk med udgangen af august.